# Julian Jaynes
Julian Jaynes ( West Newton, 27 de fevereiro de 1920 — Charlottetown, 21 de novembro de 1997) foi um psicólogo,  filósofo e escritor  estaduniense. Em 1976, publicou o livro The Origin of Consciousness in the Breakdown of the Bicameral Mind  onde apresentou a teoria da mente bicameral, pela qual, a mente dos homens primitivos apresentava respostas automáticas não conscientes. Incapazes de realizar a metaconsciência, esses homens antigos tinham seu comportamento guiado por volições ou comandos neurológicos não conscientes, apresentados como vozes ou alucinações auditivas.
O conceito da mente bicameral de Julian Jaynes foi explorado na série de televisão americana Westworld, desenvolvida por Jonathan Nolan e Lisa Joy e transmitida pela emissora HBO. 